# Петровское (Прилукский район)
Петровское (укр. Петрівське) — село в Прилукском районе Черниговской области Украины. Население — 241 человек. Занимает площадь 1,079 км².
Код КОАТУУ: 7424183102. Почтовый индекс: 17543. Телефонный код: +380 4637.

## Власть
Орган местного самоуправления — Заездский сельский совет. Почтовый адрес: 17543, Черниговская обл., Прилукский р-н, с. Заезд, ул. Николаевская, 40.